# 李白玉
李白玉（1844年—？年），直隸藁城（今河北省藁城縣）人，清朝政治人物、武狀元。
嘉慶七年，登武進士一甲第一名，授頭等侍衛、大門上行走。嘉慶十六年，任陝西固原提屬蘆塘營遊擊。嘉慶二十四年，任甘肅花馬池營參將、永昌協副將。道光元年，任提標中軍參將。道光二年，任廣西義甯協副將。次年任右江鎮總兵。道光八年，任山西太原鎮總兵。